# Joel Redhead
Joel Rehead (ur. 3 lipca 1986 w Saint George’s) – grenadyjski lekkoatleta, specjalizujący się w biegach sprinterskich.
Jego pierwszą dużą imprezą były mistrzostwa świata rozgrywane w sierpniu 2009 w Berlinie. Redhead odpadł wówczas w eliminacjach biegu na 200 metrów. W 2011 biegł w finałach biegu na 200 metrów oraz sztafety 4 × 400 metrów podczas mistrzostw Ameryki Środkowej i Karaibów. Bez powodzenia startował na igrzyskach panamerykańskich w Guadalajarze, na których, pełnił funkcję chorążego reprezentacji. W 2012 wystartował na igrzyskach olimpijskich w Londynie, lecz nie przebrnął tam eliminacji biegu na 200 metrów. Rekordzista kraju w sztafecie 4 × 400 metrów.

## Osiągnięcia
| Rok  | Impreza                                  | Miejsce     | Konkurencja             | Lokata     | Wynik   |
| ---- | ---------------------------------------- | ----------- | ----------------------- | ---------- | ------- |
| 2009 | Mistrzostwa świata                       | Berlin      | bieg na 200 metrów      | eliminacje | 21,37   |
| 2011 | Mistrzostwa Ameryki Środkowej i Karaibów | Mayagüez    | bieg na 200 metrów      | 6. miejsce | 21,23   |
| 2011 | Mistrzostwa Ameryki Środkowej i Karaibów | Mayagüez    | sztafeta 4 × 400 metrów | 5. miejsce | 3:04,27 |
| 2011 | Igrzyska panamerykańskie                 | Guadalajara | bieg na 200 metrów      | eliminacje | 21,60   |
| 2012 | Igrzyska olimpijskie                     | Londyn      | bieg na 200 metrów      | eliminacje | 21,22   |
| 2013 | Mistrzostwa Ameryki Środkowej i Karaibów | Morelia     | bieg na 200 metrów      | eliminacje | 20,99   |
| 2014 | Igrzyska Wspólnoty Narodów               | Glasgow     | bieg na 200 metrów      | półfinał   | 20,99   |
| 2014 | Igrzyska Ameryki Środkowej i Karaibów    | Xalapa      | bieg na 200 metrów      | półfinał   | 21,66   |

## Rekordy życiowe
- Bieg na 60 metrów (hala) – 6,85 (2014)
- Bieg na 200 metrów – 20,49 (2009) były rekord Grenady
- Bieg na 200 metrów (hala) – 20,91 (2014 i 2016)
- Bieg na 400 metrów – 46,20 (2011)
- Bieg na 400 metrów (hala) – 47,55 (2008)

30 kwietnia 2011 grendyjska sztafeta 4 × 400 metrów w składzie: Joel Redhead, Kirani James, Kenion Herry oraz Rondell Bartholomew ustanowiła rekord kraju w tej konkurencji – 3:04,69.
17 lipca podczas mistrzostw Ameryki Środkowej i Karaibów sztafeta w składzie: Joel Redhead, Kirani James, Josh Charles i Rondell Bartholomew poprawiła ten wynik uzyskując czas 3:04,27 (aktualny rekord kraju).